# Wafaa Ashraf Moharram Bassim
Wafaa Ashraf Moharram Bassim es una diplomática de carrera, retirada, egipcia.
- En 1978 entró al servicio de la exterior.
- De 1997 a 1998 fue director de la Embajada en Roma.
- De 1999 a 2000 fue empleado en la misión ante la Oficina de la Organización de las Naciones Unidas en Ginebra.
- De 2001 a 2005 fue Embajadora en Bucarest.
- De 2006 a 2011 fue empleado en el Ministerio de Asuntos Exteriores en El Cairo.
- De 2012 a 2014 fue representante Permanente de Egipto ante la Oficina de la Organización de las Naciones Unidas en Ginebra.
- De 2001 a 2005 fue Embajadora ante la Santa Sede.[1]